# Odznaka Grunwaldzka
Odznaka Grunwaldzka – odznaka honorowa ludowego Wojska Polskiego.
Odznakę ustanowiono rozkazem Naczelnego Dowódcy Wojska Polskiego nr 155 z 22 lipca 1945 roku. Była nadawana: żołnierzom odrodzonego Wojska Polskiego, którzy w latach 1939–1945 brali czynny udział w walkach z Niemcami, żołnierzom Polskich Sił Zbrojnych – po ich powrocie do kraju, partyzantom w kraju i za granicą, Polakom – uczestnikom partyzantek radzieckiej i jugosłowiańskiej, a także francuskiego ruchu oporu; żołnierzom polskim walczącym w szeregach wojsk sojuszniczych oraz wszystkim tym, którzy do dnia zakończenia działań wojennych swoją wzorową służbą w oddziałach wspomagających jednostki walczące przyczynili się do zwycięstwa.
Odznakę nadawał:
- Naczelny Dowódca WP – wszystkim generałom i dowódcom okręgów wojskowych;
- wiceministrowie ON, szef Sztabu Generalnego, szef Departamentu Personalnego WP, dowódcy okręgów wojskowych, dowódcy pułków i równorzędni – podległym im żołnierzom oraz żołnierzom zdemobilizowanym;
- Prezydium Zarządu Głównego Związku Uczestników Walki Zbrojnej o Niepodległość i Demokrację – uczestnikom walk w szeregach partyzanckich i we wszystkich organizacjach konspiracyjnych[1].

Pierwsze odznaki wręczono 21 lipca 1946 roku. Później została też wprowadzona odznaka srebrna.